# Emile De Becker
Emile-Prosper-Ghislain De Becker (Leuven, 28 augustus 1830 - 27 mei 1879) was een Belgisch advocaat en volksvertegenwoordiger.

## Levensloop
De Becker was de zoon van Jean-Baptiste De Becker, advocaat, gemeenteraadslid van Leuven en provincieraadslid voor Brabant, en van Félicité Le Clercqz. Hij was de broer van Alphonse De Becker en de neef van Auguste de Becker Remy. Hij trouwde met Anne Ernst.
Na zijn doctoraat in de rechten te hebben behaald aan de Katholieke Universiteit Leuven, werd hij advocaat. Hij werd vervolgens procureur des Konings voor het gerechtelijk arrondissement Leuven. 
Hij was voorzitter van de militieraad voor het arrondissement Leuven.
Tevens was hij voorzitter van de kerkfabriek van de Sint-Jozefkerk in Leuven.

## Politicus
De Becker werd provincieraadslid van Brabant (1858-1876), gemeenteraadslid en schepen (1869-1872) van Leuven.
Van 1876 tot aan zijn dood in 1879 was hij volksvertegenwoordiger voor de katholieke partij, verkozen in het arrondissement Leuven. Hij werd opgevolgd door zijn broer Alphonse.